# Rhizaxinella burtoni
Rhizaxinella burtoni är en svampdjursart som beskrevs av Koltun 1966. Rhizaxinella burtoni ingår i släktet Rhizaxinella och familjen Suberitidae. Inga underarter finns listade i Catalogue of Life.